# Гошен (Њујорк)
Гошен (енгл. Goshen) град је у америчкој савезној држави Њујорк.

## Демографија
По попису из 2010. године број становника је 5.454, што је 222 (-3,9%) становника мање него 2000. године.
| Група             | 2000.         | 2010.         |
| Белци             | 4.697 (82,8%) | 4.210 (77,2%) |
| Афроамериканци    | 432 (7,6%)    | 201 (3,7%)    |
| Азијати           | 88 (1,6%)     | 125 (2,3%)    |
| Хиспаноамериканци | 433 (7,6%)    | 836 (15,3%)   |
| Укупно            | 5.676         | 5.454         |